# Poetry Slam (programa da ZDFkultur)
Poetry Slam foi um programa de televisão na Alemanha, dedicado à poesia.

## Sinopse
O formato literário juvenil 'Poetry Slam' é uma transmissão em direto de 90 minutos de um Poetry Slam em que seis jovens poetas participam num concurso de poesia. Os slammers recitam os seus próprios textos como parte de uma curta performance que transita entre o teatro e a literatura. A banda 'Rupert's Kitchen Orchestra' fazia o acompanhamento musical.